# Aloe isaloensis
Aloe isaloensis ist eine Pflanzenart der Gattung der Aloen in der Unterfamilie der Affodillgewächse (Asphodeloideae). Das Artepitheton isaloensis verweist auf das Vorkommen der Art im Isalo-Gebirge auf Madagaskar.

## Beschreibung

### Vegetative Merkmale
Aloe isaloensis wächst stammbildend und verzweigt von der Basis aus. Die aufrechten, spreizenden oder niederliegenden Stämme sind bis zu 30 Zentimeter (selten bis zu 50 Zentimeter) lang und 8 bis 10 Millimeter (selten bis zu 12 Millimeter) dick. Die zehn bis 14 ziemlich locker angeordneten und auf den obersten 10 Zentimetern der Stämme ausdauernden Laubblätter sind linealisch verschmälert. Die graugrüne Blattspreite ist 13 bis 20 Zentimeter lang und 1 bis 1,3 Zentimeter breit. Die festen, grünlichen bis hellbraunen Zähne am Blattrand sind 1 bis 1,5 Millimeter lang und stehen 5 bis 10 Millimeter voneinander entfernt. Die undeutlich gestreiften Blattscheiden sind 5 Millimeter lang. Der sehr reichlich vorhandene Blattsaft ist gelborangefarben.

### Blütenstände und Blüten
Der Blütenstand ist einfache oder besteht aus bis zu fünf Zweigen. Er erreicht eine Länge von 30 bis 50 Zentimeter. Die lockeren, zylindrischen, leicht spitz zulaufenden Trauben sind 10 bis 14 Zentimeter lang und 4 bis 5 Zentimeter breit. Die deltoiden Brakteen weisen eine Länge von 3 Millimeter auf und sind 1,5 Millimeter breit. Die scharlachroten Blüten stehen an 6 bis 7 Millimeter langen Blütenstielen. Die Blüten sind 22 Millimeter lang und an ihrer Basis kurz verschmälert. Auf Höhe des Fruchtknotens weisen die Blüten einen Durchmesser von 6 Millimeter auf. Darüber sind sie auf 5 Millimeter verengt und schließlich zur Mündung erweitert. Ihre äußeren Perigonblätter sind auf einer Länge von 11 Millimetern nicht miteinander verwachsen. Die Staubblätter und der Griffel ragen bis zu 1 Millimeter aus der Blüte heraus.

### Genetik
Die Chromosomenzahl beträgt {\displaystyle 2n=14}.

## Systematik und Verbreitung
Aloe isaloensis ist auf Madagaskar im Buch auf Sandsteinhängen in Höhen von 600 bis 1200 Metern verbreitet.
Die Erstbeschreibung durch Henri Perrier de La Bâthie wurde 1927 veröffentlicht.

## Nachweise